# Oleszyce
Oleszyce is een stad in het Poolse woiwodschap Subkarpaten, gelegen in de powiat Lubaczowski. De oppervlakte bedraagt 4,98 km², het inwonertal 3193 (2005).

## Verkeer en vervoer
- Station Oleszyce